# Ryssby
Ryssby – miejscowość (tätort) w Szwecji, w regionie administracyjnym (län) Kronoberg, w gminie Ljungby.
Według danych Szwedzkiego Urzędu Statystycznego liczba ludności wyniosła: 691 (31 grudnia 2015), 794 (31 grudnia 2018) i 783 (31 grudnia 2019).